# Communauté de communes du Grand Ried
Die Communauté de communes du Grand Ried war ein interkommunaler Gemeindeverwaltungsverband im Département Bas-Rhin (Unterelsass) der Region Elsass. Er wurde am 31. Dezember 1996 gegründet und löste damals den im Jahr 1973 geschaffenen Syndicat intercommunal à vocations multiples (SIVOM) du secteur de Sundhouse – das bedeutet übersetzt Interkommunaler Dachzweckverband des Sektors Sundhausen – ab. Am 1. Januar 2012 fusionierte der Gemeindeverband mit dem Gemeindeverband Marckolsheim et environs zum neuen Verband Ried de Marckolsheim. Die neun Mitgliedsgemeinden mit insgesamt 7692 Einwohnern waren:
mit 4 Delegierten
- Hilsenheim
- Wittisheim

mit 3 Delegierten
- Bindernheim
- Schœnau
- Sundhouse

mit 2 Delegierten
- Bœsenbiesen
- Richtolsheim
- Saasenheim
- Schwobsheim

Der Gemeindeverband hatte seinen Sitz in Sundhouse. 